# جين د. بلوك
جين د. بلوك (بالإنجليزية: Gene D. Block)‏ هو أكاديمي أمريكي، ولد في 17 أغسطس 1948 في مونتيسيلو في الولايات المتحدة.

## وصلات خارجية
- جين د. بلوك على موقع إن إن دي بي (الإنجليزية)